# Brzi put 24
Der Brzi put 24 ist eine serbische Schnellstraße von Kragujevac nach Batočina zum Autoput A1. Er ist auch bekannt als Autoput Kragujevac–Batočina.

## Hintergrund
Mit dem Erwerb Zastavas durch Fiat im Herbst 2008 ist das Projekt „Fiat“, welches den Bau von Fiat Puntos in Kragujevac, unter der Marke von Zastava vorsieht, von nationaler Bedeutung geworden. Mit dem Bau der Schnellstraße soll die Infrastruktur in der Autostadt Kragujevac und in der Region verbessert und so weitere Großinvestitionen im Okrug Šumadija ermöglicht werden.

## Streckenverlauf
Die 24,1 km lange Trasse verläuft parallel zur bestehenden Fernstraße bis Batočina, wo sie an die Autoput A1 anschließt. In Spitzentagen verkehren bis zu 8.000 Fahrzeuge auf dieser Route.

## Baufortschritt
Mit dem Bau des ersten Teilstückes wurde Ende 2008 begonnen und bereits am 6. Mai 2009, dem Tag der Stadt Kragujevac, wurde dieser 5,5 km lange Streckenabschnitt dem Verkehr übergeben. Dieses Teilstück war die erste autobahnähnliche Straße im Okrug Šumadija. Anschließend wurde ein weiteres 4,1 km langes vierspuriges Teilstück um Cvetojevac fertiggestellt. Somit sind insgesamt 9,6 km der Schnellstraße fertig.
Seit Ende 2011 ist das 3 km lange Teilstück zwischen den Anschlussstellen Badnjevac und Gradac in Bau. Dieser Abschnitt sollte innerhalb von 120 Tagen fertiggestellt werden. Bauverzögerungen führten zu einer Verlängerung der Bauarbeiten bis 2014. Im Mai 2013 erfolgte der Baubeginn auf dem verbleibenden, 3,5 km langen Abschnitt zwischen Cvetojevac und der Anschlussstelle Badnjevac. Im Juli 2012 begannen die Bauarbeiten auf dem ca. 3,7 km langen Abschnitt von der Anschlussstelle Gradac bis zur Stadt Batočina. Der Bau auf den restlichen 4,3 Kilometern der Strecke bis zum Autobahndreieck Batočina ist geplant. Alle Abschnitte sollen bis Ende 2015[veraltet] fertiggestellt werden. In Planung befindet sich die Verlängerung der Straße um eine Umfahrung von Kragujevac nörd- oder südlich der Stadt. In Oktober 2020 wurde die komplette Schnellstraße nach 12 Jahren Bauzeit  fertiggestellt.

## Ausbaustand
Die ersten 5,5 km der Straße sind mit drei Fahrstreifen pro Fahrbahn ausgebaut, die restliche Strecke sind mit zwei Fahrstreifen pro Fahrbahn ausgebaut.